# Trist, herr minister
Trist, herr minister (engelska: The Thick of It) är en brittisk politisk satir-TV-serie som sändes 2005–2012. Serien skapades av Armando Iannucci och följdes av spelfilmen In the Loop där flera av seriens karaktärer medverkade. Serien hade svensk premiär på SVT2 i augusti 2006.

## Utmärkelser
BAFTA utsåg Trist, herr minister till "Bästa sitcom" 2006 och 2010. Även Royal Television Society prisade serien både 2006 och 2010, liksom Broadcasting Press Guild. Chris Langham vann BAFTA:s pris som "Bästa skådespelare i komediserie" 2006 och 2010 prisades Rebecca Front för "Bästa kvinnliga skådespelare i komediserie" och Peter Capaldi för "Bästa manliga skådespelare i komediserie".

## Rollista i urval
- Peter Capaldi – Malcolm Tucker
- Chris Langham – Hugh Abbot (säsong 1–2)
- Rebecca Front – Nicola Murray (säsong 3–4)
- James Smith – Glenn Cullen
- Joanna Scanlan – Terri Coverley
- Chris Addison – Oliver Reeder